# Ali G Indahouse
Ali G Indahouse: O Filme é um filme de 2002 dirigido por Mark Mylod no qual estrela o personagem ficcional Ali G, interpretado pelo comediante britânico Sacha Baron Cohen. A película é o primeiro filme de uma espécie de trilogia de filmes baseados em personagens de Cohen, uma vez que este filme trata da série de TV Da Ali G Show, o segundo trata sobre Borat (Borat: Cultural Learnings of America for Make Benefit Glorious Nation of Kazakhstan) e  o terceiro filme trata sobre o personagem Brüno.
O filme trata da eleição de Ali G (um jovem alienado e barulhento, fã de hip-hop) para o Parlamento Inglês, entrando, naturalmente, em grandes problemas.